# ويليام مارفن
ويليام مارفن (بالإنجليزية: William Marvin) (و. 1808 – 1902 م) هو محام، وقاض من الولايات المتحدة الأمريكية .
تولى منصب حاكم ولاية فلوريدا .وهو عضو في الحزب الديمقراطي الأمريكي .